# Take That
Take That – angielski popowy zespół muzyczny założony w 1990 w Manchesterze; od 2014 zespół tworzy trio w składzie: Gary Barlow, Howard Donald i Mark Owen.
Po wydaniu trzech albumów zespół zawiesił działalność w 1996, a jego członkowie rozpoczęli kariery solowe. Boysband ponownie reaktywował się bez udziału Robbiego Williamsa w 2005. W listopadzie 2006, ukazał się nowy, studyjny album Beautiful World, który odniósł duży sukces komercyjny. W 2008 ukazał się singiel Greatest Day, zwiastujący piąty album Take That – The Circus. Robbie Williams powrócił do oryginalnego składu zespołu w 2010, a produkcją kolejnego albumu grupy Progress zajął się Stuart Price. W maju 2011 grupa wyruszyła w europejską trasę koncertową „Progress Live” z koncertami w Wielkiej Brytanii, Irlandii, we Włoszech, Danii, Holandii oraz w Niemczech. Po zakończeniu wspólnej trasy koncertowej Robbie Williams opuścił zespół, wracając do działalności solowej. Gary Barlow poinformował, że odejście było polubowne. W 2012 Take That zaśpiewał w czteroosobowym składzie podczas ceremonii zamknięcia Letnich Igrzysk Olimpijskich w Londynie, obok m.in. Spice Girls i One Direction. 24 września 2014 z formacji po 15 latach odszedł Jason Orange. Siódmy album brytyjskiej grupy zatytułowany III ukazał się w listopadzie 2014 z promocyjnym singlem „These Days”. W 2015 zespół odbył europejską trasę koncertową Take That Live 2015 jako trio.

## Historia

### Powstanie
Nigel Martin–Smith, szef agencji modelek, postanowił założyć angielski odpowiednik amerykańskiego zespołu New Kids On The Block, w tym celu ogłosił rozpoczęcie przesłuchań do boysbandu o nazwie Kick It. Jedna z ciotek Gary’ego Barlowa doradziła mu, by zgłosił się na casting. W agencji Martina-Smitha pojawił się następnego dnia z kasetami demo, zaprezentował umiejętności swoje i swojego kolegi – Marka Owena, z którym w przeszłości tworzyli duet Cutest Rush. Tymczasem Jason Orange i Howard Donald założyli grupę breakdance o nazwie Street Beat i już w 1988 zostali dostrzeżeni przez Martina-Smitha, który zobaczył ich występ taneczny w telewizyjnym programie The Hitman and Her. W marcu 1990 Orange przyszedł z Donaldem do menedżera i zapytał, czy ten nie mógłby im pomóc w zrobieniu kariery. Ten poznał ich z Owenem i Barlowem. Do kompletu brakowało jeszcze jednej osoby, dlatego umieścił ogłoszenie o dodatkowych przesłuchaniach w dzienniku „The Sun”, na które odpowiedziała m.in. matka wówczas 16-letniego Robbiego Williamsa. Chłopak zaśpiewał na castingu piosenkę Jasona Donovana i wkrótce dołączył do grupy, stając się jednocześnie jej najmłodszym członkiem. 
Martin-Smith podpisał umowy z członkami zespołu we wrześniu 1990. Boysband po kilku tygodniach działalności zmienił nazwę na Take That, który był inspirowany napisem „Take That and Party” umieszczonym na plakatach Madonny. Menedżer zdecydował także o nadaniu grupie odpowiedniego wizerunku scenicznego, dzięki któremu mieli zdobyć przychylność społeczności gejowskiej – nosili m.in. skórzane kurtki i szorty, obcisłe koszulki oraz kolorowe chustki.

### Początki
Członkowie zespołu po raz pierwszy pokazali się w telewizji w październiku 1990 podczas programu telewizji BBC Manchester Northwest Tonight, w którym wykonali jeszcze nie zrealizowane utwory „Love” i „My Kind of Girl”. W późniejszym czasie pokazali się tam jeszcze raz, tym razem zaśpiewali utwór „Waiting Around”, który stał się B-sidem do ich debiutanckiego singla „Do What U Like”. Martin-Smith wydał ten singiel pod szyldem własnej wytwórni Dance UK, którą założył po wcześniejszym zastawieniu swojego domu. Utwór dotarł do 82. miejsca na liście UK Singles Chart i pozwoliło grupie podpisać we wrześniu 1991 kontrakt płytowy z wytwórnią RCA.  Z drugim singlem, „Promises”, dotarli do 38. miejsca na liście UK Singles Chart, a z trzecim, „Once You’ve Tasted Love” – do 44. miejsca w zestawieniu. W tym okresie regularnie koncertowali po szkołach i klubach w ramach trasy promującej bezpieczny seks, organizowanej przez Związek Planowania Rodziny. Ich rozpoznawalność w Wielkiej Brytanii jednak była dalej mała.
Przełomowy momentem dla grupy było wydanie w maju 1992 singla z coverem zespołu Taveres – „It Only Takes a Minute”, z którym dotarli do siódmego miejsca na liście UK Singles Chart. Wkrótce porzucili „gejowski wizerunek”, chcąc zdobyć zainteresowanie nowej grupy docelowej – młodych dziewczyn. Sukces następnie został powtórzony utworem „I Found Heaven”, do którego nakręcili swój pierwszy teledysk, a także „A Million Love Songs”; obie piosenki dotarły do Top20 na liście UK Singles Chart. Jeszcze przed wydaniem albumu wydali singiel „Could It Be Magic”, z którym dotarli do trzeciego miejsca w brytyjskim zestawieniu przebojów. Niedługo później wydali album pt. Take That and Party!, który zawierał wszystkie dotychczas nagrane przez nich utwory.

### Okres sławy
W 1993 wydali album pt. Everything Changes, bazujący na oryginalnych materiałach Gary’ego Barlowa. Z krążka wypłynęły przeboje: „Pray”, „Relight My Fire” (z gościnnym udziałem Lulu), „Babe” oraz tytułowy utwór; wszystkie dotarły choć na tydzień do pierwszego miejsca na liście UK Singles Chart. Piąta piosenka z albumu – „Love Ain’t Here Anymore” dotarła do trzeciego miejsca w brytyjskim zestawieniu przebojów. Przez cały 1994 intensywnie koncertowali; tylko we wrześniu zagrali 22 koncerty na wypełnionych stadionach. W tym okresie zdobyli międzynarodową sławę w Europie i Japonii, gdzie zaczęli grać regularne koncerty; w 1994 odbyli swoją pierwszą, regularną trasę po krajach Europy. Prasa określała ich jako „Beatlesami lat 90.”, amerykański „Rolling Stone” opisał ich za to „najgorętszymi na świecie idolami nastolatek”.
W trakcie lat 1993–1995 osiągnęli ogromną sławę w Wielkiej Brytanii, czego dowodem są liczne okładki czołowych pism w Anglii tj. Smash Hits czy GQ. Byli jedną z najlepiej promowanych grup ich czasów, chętnie zapraszano ich na liczne koncerty, uroczystości i rozdania nagród, a ich wizerunek znajdował się na licznych gadżetach, m.in. plakatach, lalkach i poszewkach. Fanklub zespołu w tym okresie liczył ponad 150 tys. członków, nazywających się „thatterami”, wśród których dominowały młode dziewczyny.
W 1995 nagrali i wydali swój trzeci album pt. Nobody Else, po raz kolejny bazujący na materiałach Barlowa. Na płycie praktycznie nie zaśpiewał Williams, który miał poważne problemy z głosem wskutek uzależnienia od alkoholu i narkotyków. Utwór promujący płytę „Sure” zajął pierwsze miejsce na liście UK Singles Chart. Jednak największy sukces osiągnął drugi singiel z płyty – „Back for Good”, który wylądował na pierwszym miejscu aż 31 list krajowych na całym świecie oraz doczekał się dziesiątek cover w wykonaniu innych artystów.

### Odejście Williamsa i rozpad
W 1995 podpisali kontrakt z wytwórnią Arista Records na wydanie płyt w USA. W tym okresie uzależnienie Williamsa od alkoholu i narkotyków nabrało poważnych rozmiarów, niemal doprowadzając do śmiertelnego przedawkowania w trakcie nocy poprzedzającej oficjalny występ na MTV Europe Music Awards 1995. Jak zostało ukazane 10 lat później w dokumencie For the Record, Williams był nieszczęśliwy z powodu braku zainteresowania i wsparcia jego aranżacjami bardziej zmierzającymi w kierunku gatunków takich jak hip-hop czy rap, które odbiegały od standardowo granych przez grupę popowych ballad. Zniechęcenie objawiało się bardzo często w absencji na próbach, a nawet występach. Doprowadziło to do licznych konfliktów wewnątrz zespołu, a zachowanie Williamsa zostało ukarane wykluczeniem go z planowanej trasy koncertowej po obu Amerykach. Piosenkarz przystał na ten pomysł, jednocześnie oznajmiając, że odchodzi z zespołu. Na krótko przed rozstaniem z Take That został sfotografowany przez prasę podczas imprezowania z członkami grupy Oasis na Glastonbury Festival, a tuż po odejściu z grupy uczestniczył w zakrapianym przyjęciu George’a Michaela we Francji. Liczne były również doniesienia o próbach podjęcia przez Williamsa solowej kariery, jednak do momentu rozwiązania Take That było to niemożliwe ze względu na wciąż obowiązujący go kontrakt z grupą. Ostatecznie zdecydował się rozpocząć karierę solową, co łączyło się z zapłaceniem kary w wysokości 200 tys. funtów szterlingów.
W tym samym czasie pozostali członkowie Take That starali się niezależnie od sytuacji promować dalej krążek Nobody Else. Singeiel „Never Forget” również okazał się hitem, jednak mimo to wokaliści dość szybko zakończyła jego promocję, kończąc trasę koncertową w lipcu 1995. 13 lutego 1996 oficjalnie ogłosili, że zaprzestają działalności jako Take That. Zostało to potwierdzone wydaniem największych hitów z całej ich twórczości pod postacią albumu The Greatest Hits na przełomie wiosny i lata 1996. Ich ostatni wspólny występ został odnotowany w kwietniu 1996 w Amsterdamie.

### Powrót i „Beautiful World”
14 listopada 2005 czwórka z Take That ogłosiła, że wznawia swoje występy, a do sprzedaży trafiła kompilacja ich przebojów pt. Never Forget – The Ultimate Collection, zawierająca premierową piosenkę „Today I've Lost You”, oryginalnie napisana przez Barlowa jako przedłużenie „Back for good”, jednak nigdy wcześniej nie została zrealizowana. Dwa dni później grupa wzięła udział w kręceniu materiału dokumentalnego o nich – „Take That – For The Record”, w którym wszyscy wykonawcy wyrazili swoje refleksje i poglądy na temat istnienia grupy, a także rozpadu.
Niedługo później, podczas oficjalnej konferencji prasowej, zostało zaanonsowane, że podczas zbliżającej się trasy koncertowej „Ultimate Tour 2006” z zespołem zaśpiewa Robbie Williams. Podczas koncertów jako support występowały zespoły, takie jak Pussycat Dolls czy Sugababes, a cała trasa okazała się wielkim sukcesem.
Zachęceni powodzeniem i wciąż niespadającą popularnością, członkowie zespołu powrócili do studia nagraniowego, aby rozpocząć prace nad następnym krążkiem. Kontrakt z wytwórnią Polydor Records był warty 3 mln funtów brytyjskich. Wprowadzony pod koniec 2006 album Beautiful World rozszedł się w ponad 2,6-milionowym nakładzie w samej Wielkiej Brytanii, podbijając tamtejszą listę UK Albums Chart. Promujący album singiel – „Patience” – został wydany 20 listopada 2006 i już po dwóch tygodniach od wejścia na listy przebojów dotarł do pierwszego miejsca. Pod koniec 2006 zespół wystąpił na żywo z Leoną Lewis w programie X Factor, wykonując w finałowym odcinku utwór „A million love songs”.
Do promocji płyty boysband powrócił już z drugim singlem – „Shine”, który ukazał się 25 stycznia 2007. Do utworu został nakręcony wideoklip, a jego sukces został przypieczętowany wieloma nagrodami, występami na rozdaniach nagród, np. nagrodą BRIT za najlepszy brytyjski singiel 2006 („Patience”). Jako trzeci utwór z płyty ukazała się ballada „I'd Wait for Life”, która jednak nie powtórzyła sukcesu poprzednich piosenek i zdołała osiągnąć jedynie 17. miejsce na liście UK Singles Chart, co uznaje się za wynik braku zaangażowania Take That w dalszą promocję krążka, po części spowodowaną zbliżającą się trasą koncertową, która rozpoczęła się 11 sierpnia 2007 w Belfaście, a zakończyła się 23 grudnia w Manchesterze. W skład trasy wchodziło 49 występów w Europie i Wielkiej Brytanii. Ponadto zespół otrzymał dwie nagrody na gali rozdania Brit Awards 2008 w kategoriach: Najlepszy brytyjski singiel („Shine”) i Najlepszy występ na żywo. Do końca 2007 zrealizowali jeszcze utwór „Rule the World”, napisany na potrzeby filmu Gwiezdny pył, który osiągnął sukces sprzedażowy.

### „The Circus”
Nieco ponad rok później, 13 października 2008, ukazał się utwór „Greatest Day”, który za zadanie miał promować mający niedługo później się ukazać album „The Circus”. Zarówno „Greatest Day” jak i „The Circus” zadebiutowały na 1. miejscu brytyjskich list, a album pozostał niepokonany przez kolejne 5 tygodni. Już późną jesienią 2008 roku Radio 1 podało wiadomość, że Take That znowu wystąpi na żywo już na przełomie lipca i sierpnia nadchodzącego roku. Wszystkie bilety na tournée rozeszły się w pierwszych dniach sprzedaży, a jak podkreślają promotorzy, trasa koncertowa była najszybciej sprzedaną w historii Anglii, 650 000 biletów w niepełne 5 godzin.

### Powrót Robbiego Williamsa i nowy album

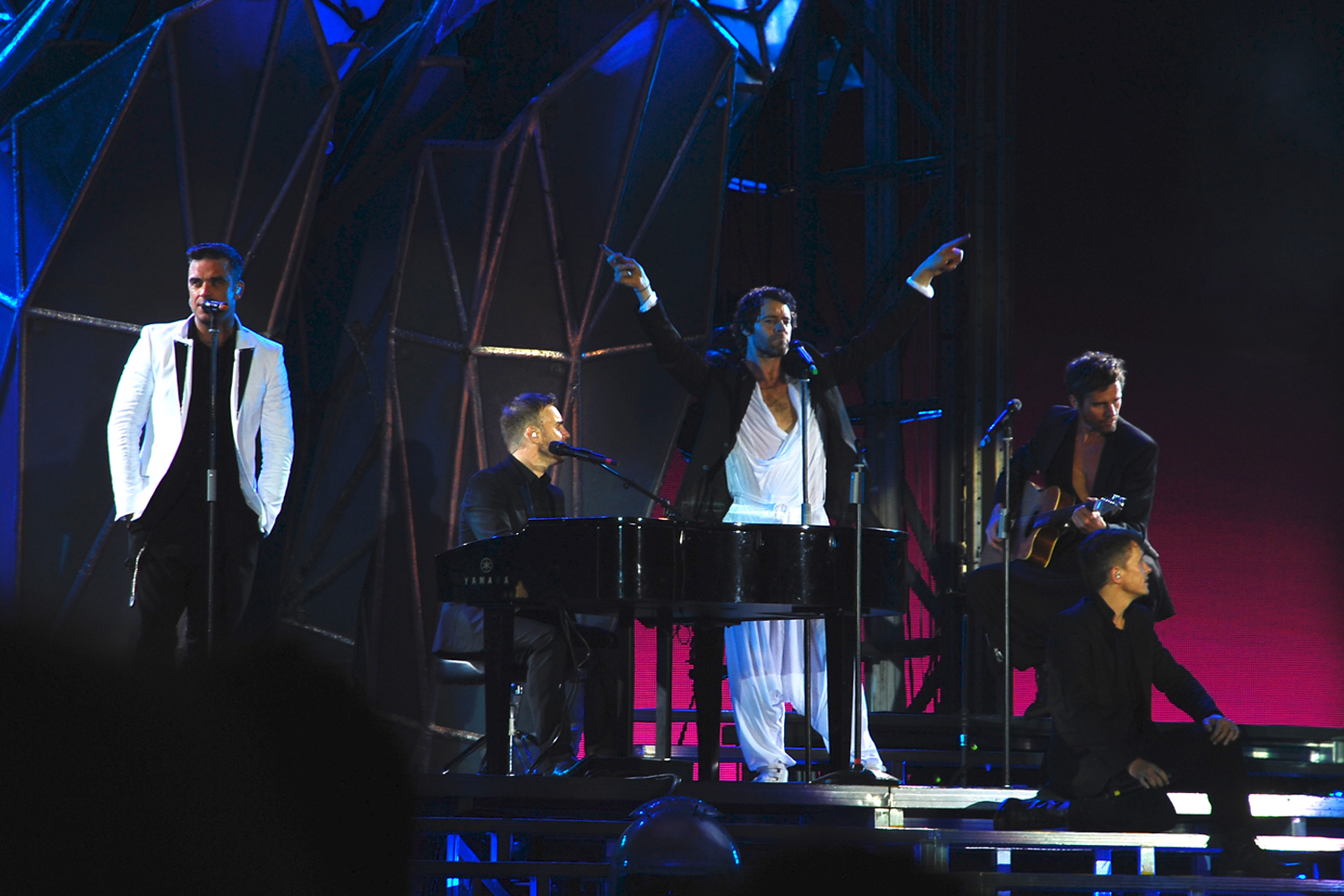
Take That w 2011

15 lipca 2010 Williams ogłosił powrót do Take That. Singlem promującym album został wydany 8 listopada utwór „The Flood”, który zajął drugie miejsce na UK Singles Chart, odnosząc również duży sukces w Europie. Natomiast wydany 15 listopada album Progress, stał się najszybciej sprzedającym się albumem stulecia, ze sprzedanymi 235 tys. kopii jednego dnia, a w ciągu tygodnia liczba ta urosła do 520 tys., co spowodowało, że Progress stał się drugim najlepiej sprzedającym się albumem w historii angielskiej muzyki. Album odniósł też sukces w Europie, debiutując na pierwszych miejscach list przebojów w Irlandii, Grecji i Dani, a także na European Top 100 Albums, natomiast na listach przebojów Austrii, Włoszech, Szwecji, Szwajcarii i Holandii zadebiutował w pierwszej „10”. W maju 2011 wyruszyli w europejską trasę koncertową. 19 maja wydali epkę itd. Progressed, z którą dotarli do pierwszego miejsca na liście UK Albums Chart. Na minialbumie umieścili osiem premierowych piosenek, w tym piosenki: „Love, Love”, która stała się piosenką przewodnią do filmu X-Men: Pierwsza klasa, oraz When We Were Young.
26 sierpnia 2011 zapowiedzieli trasę koncertową Progress Live po Wielkiej Brytanii i Europie, która rozpoczęła się 27 maja 2011 w Sunderland, a zakończyła się 29 lipca w Monachium. Bilety na koncerty sprzedały się w przeciągu jednego dnia na poziomie 1,1 mln, a fani chcący je kupić spowodowali zawieszenie lub spowolnienie stron internetowych prowadzących sprzedaż biletów. Zespół podzielił każdy występ na trzy części: w pierwszej wykonywali utwory z działalności w czwórkę, druga część należała do solowego występu Robbiego Williamsa, a trzecia była wspólnym występem całej piątki. Latem zagrali serię koncertów na stadionie Wembley, ustanawiając tym samym nowy rekord w liczbie występów. Zakończona trasa po Wielkiej Brytanii zebrała w sumie ponad 1,8 mln widzów i zarobiła ponad 185 mln dol. Podczas europejskiej części Progress Tour zostali zmuszeni do odwołania koncertu w Kopenhadze 16 lipca 2011 z powodu zatrucia pokarmowego Williamsa.
W październiku 2012 zapowiedzieli kolejną trasę koncertową i nowy album w 2013.

### Trio
11 grudnia 2014 Take That wystąpił jako trio, na rozdaniu nagród BBC Music Awards w Earls Court Exhibition Centre, prezentując piosenkę „These Days” z albumu III. Dwa dni później zespół wystąpił na scenie wraz z finalistami brytyjskiej edycji programu The X Factor, prezentując utwór Rule The World. 27 kwietnia 2015 zespół wyruszył w trasę koncertową „Take That Live 2015”, dając pierwszy koncert w szkockim Glasgow.
W 2016 Gary Barlow poinformował o planach wydania kolejnej płyty i jubileuszowej trasie koncertowej Take That w 2017 z okazji 25 lecia zespołu.

## Dyskografia

### Albumy studyjne
- 1992: Take That and Party
- 1993: Everything Changes
- 1995: Nobody Else
- 2006: Beautiful World
- 2008: The Circus
- 2010: Progress
- 2014: III
- 2017: Wonderland
- 2023:  This Life[31]

### EP
- 2011: Progressed

## Trasy koncertowe
- Party Tour (1992–1993)
- Everything Changes Tour (1993–1994)
- Pops Tour (1994)
- Nobody Else Tour (1995)
- The Ultimate Tour (2006)
- Beautiful World Tour (2007)
- Take That Present: The Circus Live (2009)
- Progress Live (2011)
- Take That Live 2015 (2015)

## Nagrody
- 1993 – za „Could it be Magic” – BRIT Award za najlepszy singiel roku [zwycięstwo].
- 1994 – za Take That – MTV Europe Music Awards dla najlepszego zespołu [zwycięstwo].
- 1994 – za „Pray” – BRIT Award za najlepsze wideo [zwycięstwo].
- 1994 – za „Pray” – BRIT Award za najlepszy singiel roku [zwycięstwo].
- 1995 – za Take That Tour – MTV Europe Music Awards za najlepszy występ na żywo [zwycięstwo].
- 1996 – za „Back for good” – BRIT Award za najlepszy singiel roku [zwycięstwo].
- 2006 – za Take That – Q Idol Award dla zespołu [zwycięstwo].
- 2007 – za „Patience” – BRIT Award za najlepszy singiel roku [zwycięstwo].
- 2008 – za „Take That” – BRIT Award za najlepszy zespół roku [nominacja].
- 2008 – za „Beautiful World” – BRIT Award za najlepszy album roku [nominacja].
- 2008 – za Take That Arena Tour – BRIT Award za najlepszy występ na żywo roku [zwycięstwo].
- 2008 – za „Shine” – BRIT Award za najlepszy singiel roku [zwycięstwo].
- 2008 – za „Take That Arena Tour” – Sony Erricsson Tour Of The Year Award [zwycięstwo].
- 2008 – za „Shine” – Ivor Novello Award za najchętniej słuchany utwór w PRS. [zwycięstwo].
- 2009 – za Take That – BRIT Award za najlepszy zespół roku w Wielkiej Brytanii [nominacja].
- 2009 – za Take That Tour – Q Award za najlepszy występ na żywo [nominacja].
- 2009 – za Take That – GQ Men Of The Year Awards dla najlepszego zespołu roku [zwycięstwo].
- 2011 – za Take That – BRIT Award dla najlepszego zespołu [zwycięstwo][32].
- 2011 – za Progress – BRIT Award za najlepszy album roku [nominacja].